# Bozduganovo
Bozduganovo (bulgariska: Боздуганово) är ett distrikt i Bulgarien.   Det ligger i kommunen Obsjtina Radnevo och regionen Stara Zagora, i den centrala delen av landet, 200 km öster om huvudstaden Sofia.
Trakten runt Bozduganovo består till största delen av jordbruksmark. Runt Bozduganovo är det ganska glesbefolkat, med 40 invånare per kvadratkilometer.